# محمد السهلاوي
محمد السهلاوي (مواليد 10 يناير 1987) هو لاعب كرة قدم سعودي مُحترف، يلعب في مركز مهاجم حالياً في نادي الصفا. فاز السهلاوي بجائزة أفضل لاعب في الدوري مرتين على التوالي عامي 2013-14 و2014-15.

## مسيرة اللاعب
لعب سابقاً في صفوف القادسية والفتح والنصر والشباب ونادي التعاون ونادي الحزم ونادي معيذر القطري و المنتخب السعودي كمهاجم .

### بداياته
شارك في دورة «كاركيز» لفرق حواري الأحساء ما لفت أنظار القادسية وفي يوم 12 يوليو 2003 تم تسجيله في كشوفات القادسية مقابل حصوله على مبلغ 70 ألف ريال وسيارة.

### القادسية
بعد هبوط القادسية ورحيل أغلب نجوم الفريق لم يتبق في النادي من النجوم سوى محمد السهلاوي، وقد تم إعارته لمدة 5 مباريات للمشاركة مع الفتح في دوري الدرجة الأولى، وبعد انتهاء فترة إعارته قدمت أندية الممتاز عروض للحصول على خدمات اللاعب، إلا أن السهلاوي وقع عقد لمدة 3 سنوات مع القادسية في عقد وصلت قيمته إلى 3 ملايين ريال. قدم موسم مميز في دوري الدرجة الأولى سجل خلاله 18 هدف ما بين الدوري والكأس وصنع 8 أهداف، وأصبح اللاعب المؤثر الأول في نتائج الفريق، وأتت ثمرة جهد بتسجيله هدف الصعود للدرجة الممتازة وذلك في مباراة الخليج.

### النصر
انتقل إلى نادي النصر عام 2009 بصفقة تعد ثاني أعلى صفقه في تاريخ اللاعبين السعوديين حيث أنها بلغت اثنين وثلاثين مليونا، وقد حضر التوقيع في نادي القادسية رئيس النصر الأمير فيصل بن تركي ورئيس القادسية عبد الله الهزاع. أول مباراة رسمية له مع النصر كانت أمام الاتفاق في دورى زين للمحترفين الثلاثاء 4-9-1430 هـ. أحرز أول أهدافه مع الفريق في 12-9-1430 هـ أمام نادي الوطني السعودي في كأس الأمير فيصل بإستاد الأمير فيصل في المرمى الشمالي وكان الهدف رقم 8.
استطاع محمد السهلاوي في تاريخ 9-4-2015 أن يسجل 100 هدف رسمي مع النصر

### نادي الشباب
وقع مع نادي الشباب في عام 2019 عقد لمدة موسم .

### نادي التعاون
وقع مع نادي التعاون مطلع عام 2020 عقد لمدة موسم و نصف .

### نادي معيذر
وقع مع نادي معيذر القطري في عام 2021 عقد لمدة موسم .

### نادي الحزم
وقع مع نادي الحزم مطلع عام 2022.

### نادي الصفا
وقع مع نادي الصفا في صيف عام 2023.

## مسيرته مع المنتخب

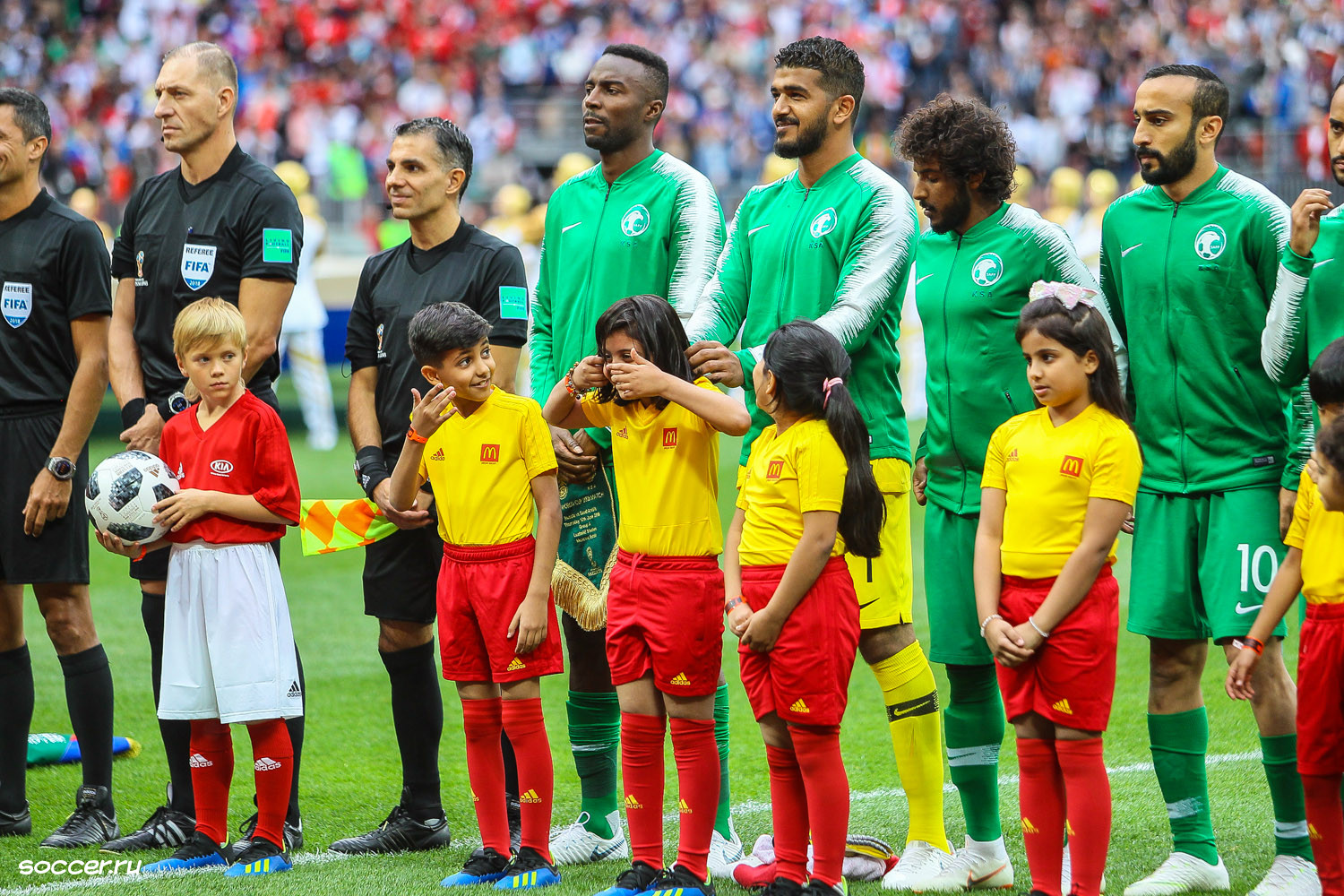

شارك محمد السهلاوي مع المنتخب السعودي في بطولة كأس العرب لكرة القدم التي أقيمت في السعودية 2012 وسجل هدفين. كما شارك في تصفيات كأس العالم 2018 وآسيا 2019 وسجل عدد من الأهداف منها (18 هدف) أشهرها مع تيمور الشرقية 10-0 وقد سجل في هذه المباراة 5 أهداف ممايجعله هداف التصفيات.
أكثر لاعب سعودي يسجل في العام حيث سجل 18 هدف في عام واحد 2015 وهو أول لاعب سعودي يسجل في مباريات متتاليه سجل في سبع مباريات 13 هدف وانتهت جميعها بالفوز.
في يونيو عام 2018، تم اختيار السهلاوي وضمه إلى التشكيلة النهائية للمنتخب السعودي والمُشاركة بمونديال كأس العالم 2018 في روسيا.

## الإحصائيات

### النادي
| النادي        | الموسم   | الدوري                     | الدوري | الدوري  | الكأس  | الكأس   | آسيا   | آسيا    | أخرى   | أخرى    | المجموع | المجموع |
| النادي        | الموسم   | الدرجة                     | الظهور | الأهداف | الظهور | الأهداف | الظهور | الأهداف | الظهور | الأهداف | الظهور  | الأهداف |
| ------------- | -------- | -------------------------- | ------ | ------- | ------ | ------- | ------ | ------- | ------ | ------- | ------- | ------- |
| القادسية      | 2005-06  | دوري المحترفين السعودي     |        |         |        |         |        |         |        |         |         |         |
| القادسية      | 2006-07  | دوري المحترفين السعودي     |        |         |        |         |        |         |        |         |         |         |
| القادسية      | 2007-08  | دوري المحترفين السعودي     |        |         |        |         |        |         |        |         |         |         |
| القادسية      | 2008-09  | دوري الدرجة الأولى السعودي |        |         |        |         |        |         |        |         |         |         |
| المجموع       | المجموع  | المجموع                    | 52     | 21      | 0      | 0       | 0      | 0       | 9      | 3       | 66      | 31      |
| الفتح (إعارة) | 2007-08  | دوري الدرجة الأولى السعودي | 5      | 1       | —      | —       | —      | —       | 0      | 0       | 5       | 1       |
| النصر         | 2009–10  | دوري المحترفين السعودي     | 20     | 11      | ?      | 1       | —      | —       | —      | —       | 20      | 12      |
| النصر         | 2010–11  | دوري المحترفين السعودي     | 20     | 5       | 1      | 0       | 1      | 0       | 6      | 1       | 28      | 6       |
| النصر         | 2011–12  | دوري المحترفين السعودي     | 22     | 15      | 5      | 1       | 2      | 1       | —      | —       | 29      | 17      |
| النصر         | 2012–13  | دوري المحترفين السعودي     | 25     | 10      | 2      | 1       | 4      | 3       | —      | —       | 31      | 14      |
| النصر         | 2013–14  | دوري المحترفين السعودي     | 23     | 17      | 1      | 0       | 2      | 1       | —      | —       | 26      | 18      |
| النصر         | 2014–15  | دوري المحترفين السعودي     | 24     | 21      | 4      | 2       | 4      | 2       | 4      | 0       | 36      | 25      |
| النصر         | 2015–16  | دوري المحترفين السعودي     | 20     | 5       | 0      | 0       | 3      | 1       | 4      | 0       | 27      | 7       |
| النصر         | 2016–17  | دوري المحترفين السعودي     | 21     | 8       | 2      | 0       | 3      | 2       | —      | —       | 26      | 10      |
| النصر         | 2017–18  | دوري المحترفين السعودي     | 19     | 10      | 1      | 1       | —      | —       | 3      | 0       | 23      | 12      |
| النصر         | 2018–19  | دوري المحترفين السعودي     | 11     | 1       | 1      | 0       | 0      | 0       | 3      | 1       | 15      | 2       |
| المجموع       | المجموع  | المجموع                    | 205    | 103     | 23     | 10      | 14     | 1       | 23     | 14      | 279     | 131     |
| الشباب        | 2019-20  | دوري المحترفين السعودي     |        |         |        |         |        |         |        |         |         |         |
| التعاون       | 2019-20  | دوري المحترفين السعودي     |        |         |        |         |        |         |        |         |         |         |
| التعاون       | 2020-21  | دوري المحترفين السعودي     |        |         |        |         |        |         |        |         |         |         |
| المجموع       | المجموع  | المجموع                    | 20     | 2       | 1      | 0       | 5      | 1       | 0      | 0       | 26      | 3       |
| الإجمالي      | الإجمالي | الإجمالي                   | 289    | 127     | 26     | 11      | 19     | 2       | 34     | 18      | 393     | 176     |

### المنتخب

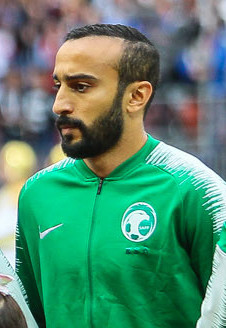

| السعودية | السعودية | السعودية |
| السنة    | الظهور   | الأهداف  |
| -------- | -------- | -------- |
| 2010     | 1        | 1        |
| 2011     | 3        | 1        |
| 2012     | 5        | 2        |
| 2013     | 2        | 0        |
| 2014     | 2        | 0        |
| 2015     | 10       | 18       |
| 2016     | 3        | 2        |
| 2017     | 7        | 4        |
| 2018     | 9        | 0        |
| المجموع  | 42       | 28       |

#### الأهداف الدولية
اعتبارًا من الهدف المُسجل 8 يونيو 2017.
نتيجة السّعُودية مُدرجة أوَّلًا، يُشير عامُود النّتيجة إلى نتيجة المُباراة بعد كلّ هدفٍ سجّلهُ السّهلاوي.
| #   | التاريخ        | المكان                                                      | الخصم                    | الهدف | النّتيجَة | المُسابقة               |
| --- | -------------- | ----------------------------------------------------------- | ------------------------ | ----- | ------- | ---------------------- |
| 1.  | 29 مايو 2010   | ملعب تيفولي الجديد، إنسبروك، النمسا                         | إسبانيا                  | 2–2   | 2–3     | مباراة ودية            |
| 2.  | 28 يوليو 2011  | ملعب سيو ساي وان الرياضي، سيو ساي وان، هونغ كونغ            | هونغ كونغ                | 4–0   | 5–0     | تصفيات كأس آسيا 2014   |
| 3.  | 22 يونيو 2012  | ملعب الملك فهد، الطائف، السعودية                            | الكويت                   | 1–0   | 4–0     | كأس العرب 2012         |
| 4.  | 22 يونيو 2012  | ملعب الملك فهد، الطائف، السعودية                            | الكويت                   | 4–0   | 4–0     | كأس العرب 2012         |
| 5.  | 14 يناير 2015  | ملعب ملبورن المستطيل، ملبورن، أستراليا                      | كوريا الشمالية           | 2–1   | 4–1     | كأس آسيا 2015          |
| 6.  | 14 يناير 2015  | ملعب ملبورن المستطيل، ملبورن، أستراليا                      | كوريا الشمالية           | 3–1   | 4–1     | كأس آسيا 2015          |
| 7.  | 18 يناير 2015  | ملعَب مِلبُورن المُستطِيل، ملبُورن، أُستراليا                      | أوزبكستان                | 1–1   | 1–3     | كأس آسيا 2015          |
| 8.  | 30 مارس 2015   | ملعب الأمير محمد بن فهد، الدمام، السَّعُوديَّة                   | الأردن                   | 1–0   | 2–1     | مُباراة وُديَّة            |
| 9.  | 30 مارس 2015   | ملعب الأمير محمد بن فهد، الدمام، السَّعُوديَّة                   | الأردن                   | 2–1   | 2–1     | مُباراة وُديَّة            |
| 10. | 11 يونيو 2015  | ملعب الأمير مُحمَّد بن فهد، الدَّمام، السَّعُوديَّة                   | فلسطين                   | 2–0   | 3–2     | تصفيَّات كأس العَالَم 2018 |
| 11. | 11 يونيو 2015  | ملعب الأمير مُحمَّد بن فهد، الدَّمام، السَّعُوديَّة                   | فلسطين                   | 3–2   | 3–2     | تصفيَّات كأس العَالَم 2018 |
| 12. | 3 سبتمبر 2015  | مدينة الملك عبد الله الرياضية، جدة، السَّعُوديَّة                | تيمور الشرقية            | 2–0   | 7–0     | تصفيَّات كأس العَالَم 2018 |
| 13. | 3 سبتمبر 2015  | مدينة الملك عبد الله الرياضية، جدة، السَّعُوديَّة                | تيمور الشرقية            | 3–0   | 7–0     | تصفيَّات كأس العَالَم 2018 |
| 14. | 3 سبتمبر 2015  | مدينة الملك عبد الله الرياضية، جدة، السَّعُوديَّة                | تيمور الشرقية            | 6–0   | 7–0     | تصفيَّات كأس العَالَم 2018 |
| 15. | 8 سبتمبر 2015  | ملعب شاه عالم، شاه عالم، ماليزيا                            | ماليزيا                  | 2–1   | 2–1     | تصفيَّات كأس العَالَم 2018 |
| 16. | 8 أكتوبر 2015  | مَدِينَة المَلِك عَبْد الله الرِّيَّاضيَّة، جَدَّة، السَّعُوديَّة                | الإمارات العربية المتحدة | 1–1   | 2–1     | تصفيَّات كأس العَالَم 2018 |
| 17. | 8 أكتوبر 2015  | مَدِينَة المَلِك عَبْد الله الرِّيَّاضيَّة، جَدَّة، السَّعُوديَّة                | الإمارات العربية المتحدة | 2–1   | 2–1     | تصفيَّات كأس العَالَم 2018 |
| 18. | 17 نوفمبر 2015 | المَلْعَب الوَطنِي، ديلي، تيمور الشرقية                          | تيمور الشرقية            | 1–0   | 10–0    | تصفيَّات كأس العَالَم 2018 |
| 19. | 17 نوفمبر 2015 | المَلْعَب الوَطنِي، ديلي، تيمور الشرقية                          | تيمور الشرقية            | 4–0   | 10–0    | تصفيَّات كأس العَالَم 2018 |
| 20. | 17 نوفمبر 2015 | المَلْعَب الوَطنِي، ديلي، تيمور الشرقية                          | تيمور الشرقية            | 5–0   | 10–0    | تصفيَّات كأس العَالَم 2018 |
| 21. | 17 نوفمبر 2015 | المَلْعَب الوَطنِي، ديلي، تيمور الشرقية                          | تيمور الشرقية            | 6–0   | 10–0    | تصفيَّات كأس العَالَم 2018 |
| 22. | 17 نوفمبر 2015 | المَلْعَب الوَطنِي، ديلي، تيمور الشرقية                          | تيمور الشرقية            | 8–0   | 10–0    | تصفيَّات كأس العَالَم 2018 |
| 23. | 24 مارس 2016   | مَدِينَة المَلِك عَبْد الله الرِّيَّاضيَّة، جَدَّة، السَّعُوديَّة                | ماليزيا                  | 1–0   | 2–0     | تصفيَّات كأس العَالَم 2018 |
| 24. | 24 أغسطس 2016  | ملعب حمد الكبير، الدوحة، قَطَر                                | لاوس                     | 2–0   | 4–0     | وُديَّة                   |
| 25. | 14 يناير 2017  | ستاد مدينة زايد الرياضية، أبو ظبي، الإمارات العربية المتحدة | كمبوديا                  | 4–2   | 7–2     | مُبَاراة وُديَّة            |
| 26. | 14 يناير 2017  | ستاد مدينة زايد الرياضية، أبو ظبي، الإمارات العربية المتحدة | كمبوديا                  | 6–2   | 7–2     | مُبَاراة وُديَّة            |
| 27. | 23 مارس 2017   | ملعب راجامانغالا، بانكوك، تايلاند                           | تايلاند                  | 1–0   | 3–0     | تَصْفِيَّات كأس العَالَم 2018 |
| 28. | 8 يونيو 2017   | أديلايد أوفال، أديلايد، أُستراليا                            | أستراليا                 | 2–2   | 2–3     | تَصْفِيَّات كأس العَالَم 2018 |

## الجوائز

### مع النادي

#### القادسية
- دوري الدرجة الأولى السعودي: 2008-09

#### النصر
- دوري المحترفين السعودي (3): 2013-14، 2014-15، 2018–19
- كأس ولي العهد: 2013-14

### مع المنتخب

#### كأس العالم
- دور المجموعات (1): 2018

### الفردية
- في عام 2015 حصل على جائزة الكرة الذهبية للإتحاد العربي السعودي لكرة القدم في أول موسم للجائزة.[5]
- أفضل لاعب خليجي 2015
- حقق لقب هداف العالم لعام 2015 مع المنتخب السعودي برصيد 18 هدفاً في سبع مباريات خاضها هذا العام وحتى الآن مع منتخب بلاده.

## روابط خارجية
- محمد السهلاوي على موقع الاتحاد الدولي (مؤرشف)  (الإنجليزية)
- محمد السهلاوي على موقع قاعدة بيانات كرة القدم.إي يو (الإنجليزية)
- محمد السهلاوي على موقع ناشيونال فوتبول تيمز (الإنجليزية)
- محمد السهلاوي على موقع Soccerway.com (الإنجليزية)